# Retence (hydrologie)
Retence vody v hydrologii a pedologii znamená přirozené nebo umělé dočasné zadržení vody v krajině. Tato voda může být dočasně zadržena na povrchu lesního stromoví, travního porostu, křovin, na povrchu půdy, v půdním krytu (tvořeném nadložním humusem a přízemní vegetací), v půdním profilu, v korytě toku, ve vodní nádrži, v suché nádrži, záchytném průlehu, záchytném příkopu, ap.
Retence vody je důležitým faktorem pro zachycení srážek a transformaci průtokových, jinak též povodňových vln. Větší retencí vody lze dosáhnout zmenšení okamžitých povodňových průtoků při současném prodloužení doby trvání zvýšených průtoků a v důsledku toho i delší a pravidelnější zásobování odběratelů vodou.

## Faktory ovlivňující retenci vody
Faktorem zlepšujícím retenci vody půdou je zejména kvalitní porost (hustá, souvislá vegetace):
- povrch lesního stromoví (v tropickém pralese, kde se např. díky vyšší vzdušné vlhkosti na povrchu stromů nachází další vegetace, poutá povrch stromů více vody. Odvětráním lesa cestami, likvidací nižších pater vegetace aj. klesá vlhkost lesního klimatu. Vlhkost pak z území odchází i odparem více než z uzavřeného, celistvého pralesa)
- povrch křovin a vyšších bylin
- povrch travního a jiného půdně pokryvného prostu (mechy, plazivé a nízké rostliny)
- omezení holé půdy (cest, mýtin, polí)

Dalšími faktory jsou:
1. Členitý terén – terasy, meandry, jezírka, studně, příkopy (v suchých oblastech obyvatelé mohou kopat speciální, z obou stran uzavřené, retenční, záchytné příkopy). Specifický význam má členění terénu (včetně výsadby) po vrstevnici
2. Nasákavá svrchní vrstva – kyprá a nasákavá svrchní vrstva půdy (obsah nadložního humusu, písku, štěrku, vlhkosti)
3. Celkové zachycování vody v půdním profilu (vliv má např. hloubka nasákavé vrstvy)
4. Prostupnost nenasákavých vrstev (lze uměle zvýšit např. pomocí vrtů zaplněných štěrkem, výsadbou rostlin s hlubokými kořeny – např. révy)
5. Omezení betonových, asfaltových, zastavěných (nenasákavých) ploch
6. Zadržování vody v korytě toku (přirozené, betonem nevylepšované toky, zátopové louky, meandry, lužní lesy)
7. Zadržování vody ve vodní nádrži (jezera, přehradní jezera, rybníky aj.),
8. Zadržování vody v suché nádrži, záchytném průlehu, záchytném příkopu
9. Zpětná doprava vody ze studní a nádrží do terénu – např. při umělém zavlažování. Důležité je zejména zmenšení povodňových toků, tedy prodloužení odtoku povodňové vody
10. Vlhčení vrchní vrstvy (zvyšuje nasákavost; má tedy význam polévání před deštěm)
11. Nestavět souvislé potrubí a betonové příkopy (kde tekoucí dešťová voda nemůže vsakovat mezerami do okolní zeminy)
12. Špatné je i nadměrné meliorování
13. Studny je třeba stavět v štěrkovém či pískovém loži, které zvýší přívod vody do studně
14. Recyklovat použitou vodu
15. Přítomnost půdních částic schopných vázat vodu
16. Přítomnost nerostů a hornin schopných vázat vodu (nasákavost, poréznost)